# Lutzia vorax
Lutzia vorax är en tvåvingeart som beskrevs av Edwards 1921. Lutzia vorax ingår i släktet Lutzia och familjen stickmyggor. Inga underarter finns listade i Catalogue of Life.